# 病院ラジオ
『病院ラジオ』（びょういんラジオ）は、日本放送協会（NHK）のドキュメンタリー番組。2018年8月に第1回が放送され、以降、不定期（主に祝日などの特番として）に続編が制作されている。

## 概要
ベルギーで制作されたドキュメンタリー番組『ラジオ・ガガ』の日本版。
サンドウィッチマンの2人が舞台となる病院に出向き、1〜2日間、「ラジオ局を開設」するという設定のもと収録を行う。特設のラジオブースに患者やその家族らをゲストとして迎え、様々な思いを聞き出していく。
収録では、ゲストからのリクエスト曲をかけるなどラジオ番組の体裁を取っている。このラジオ番組は実際に院内の患者・関係者がブース前のスピーカーや専用のスマートフォンアプリを経由して聴取しており、番組ではラジオを聴いた関係者らの反応にもスポットを当てる。

## 放送内容
| 回 | 初回放送日    | 放送時間            | サブタイトル                   | 取材地                                             |
| -- | ------------- | ------------------- | ------------------------------ | -------------------------------------------------- |
| 1  | 2018年8月9日  | 22時00分 - 22時45分 | （なし）                       | 国立循環器病研究センター（大阪府吹田市）           |
| 2  | 2019年4月29日 | 8時15分 - 9時00分   | 子ども病院編                   | 国立成育医療研究センター（東京都世田谷区）         |
| 3  | 2019年8月7日  | 22時00分 - 22時50分 | がん専門病院編                 | 国立がん研究センター中央病院（東京都中央区）       |
| 4  | 2020年2月11日 | 22時50分 - 23時30分 | 依存症治療病院編               | 国立病院機構久里浜医療センター（神奈川県横須賀市） |
| 5  | 2020年6月24日 | 19時57分 - 20時42分 | あの子どうしてる・SP           | （総集編及び過去の出演者とのテレビ電話）           |
| 6  | 2021年9月20日 | 8時15分 - 9時15分   | リハビリ病院編                 | 神奈川リハビリテーション病院（神奈川県厚木市）     |
| 7  | 2022年2月23日 | 8時15分 - 9時00分   | 産婦人科病院編                 | 福田病院（熊本県熊本市）                           |
| 8  | 2022年5月3日  | 8時15分 - 9時00分   | 神経病院編                     | 東京都立神経病院（東京都府中市）                   |
| 9  | 2022年8月17日 | 22時00分 - 22時45分 | 高齢者医療専門病院編           | 国立長寿医療研究センター（愛知県大府市）           |
| 10 | 2023年1月30日 | 22時00分 - 22時45分 | 長野子ども病院編               | 長野県立こども病院（長野県安曇野市）               |
| 11 | 2023年3月29日 | 22時00分 - 23時00分 | 東北大学病院編                 | 東北大学病院（宮城県仙台市）                       |
| 12 | 2023年8月16日 | 22時00分 - 23時00分 | 関東労災病院編                 | 関東労災病院（神奈川県川崎市）                     |
| 13 | 2023年11月3日 | 8時15分 - 9時15分   | 国立国際医療研究センター病院編 | 国立国際医療研究センター病院（東京都新宿区）       |
| 14 | 2024年2月23日 | 8時15分 - 9時15分   | 広島赤十字・原爆病院編         | 広島赤十字・原爆病院（広島県広島市）               |
| 15 | 2024年4月29日 | 8時15分 - 9時15分   | 福岡 がん専門病院編            | 国立病院機構九州がんセンター（福岡県福岡市）       |
| 16 | 2024年9月16日 | 8時15分 - 9時15分   | 愛知県 大学病院編              | 藤田医科大学病院（愛知県豊明市）                   |
| 17 | 2024年11月4日 | 8時15分 - 9時15分   | 東京・渋谷 リハビリ病院編      | 初台リハビリテーション病院（東京都渋谷区）         |
| 18 | 2025年1月13日 | 8時15分 - 9時15分   | 神戸・長田 西市民病院編        | 神戸市立医療センター西市民病院（兵庫県神戸市）     |
| 19 | 2025年4月29日 | 8時15分-9時14分     | 東京都立小児総合医療センター編 | 東京都立小児総合医療センター (東京都府中市)        |

## 備考

### 受賞
第1回放送分が、放送批評懇談会が顕彰する「ギャラクシー賞」の2018年度8月の月間賞や、第56回（2018年度）ギャラクシー賞入賞作品に選出された。

## ラジオでの放送
第10回の「長野子ども病院編」では、ラジオ版が2023年2月23日にNHKラジオ第1で放送された。
第11回の「東北大学病院編」編は、ラジオ版が拡大版として2023年5月5日にNHKラジオ第1で放送された。なお、当日はこどもの日のためか、第10回の「長野子ども病院編」が総合テレビで再放送された。